# Güllaç

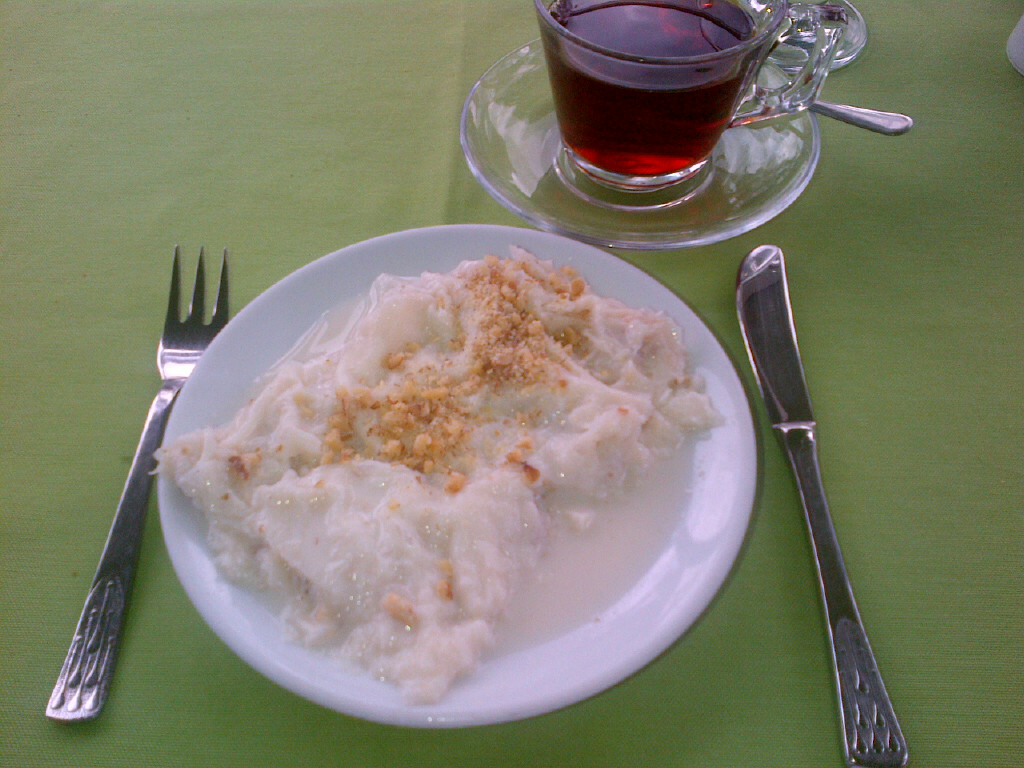
Güllaç und türkischer Tee.

Güllaç ist eine türkische Süßspeise aus dünnen Blättern aus Maisstärke, die in einer mit Zucker aufgekochten und mit Rosenwasser aromatisierten Milch eingeweicht, mit Walnusskernen gefüllt und mit Granatapfelkernen dekoriert werden. Es handelt sich um eine traditionelle Süßspeise des Fastenmonats Ramadan.
Güllaç gehört zu den traditionellen türkischen Desserts, die in den Palastküchen und in den Haushalten der Oberschicht des Osmanischen Reichs besonders geschätzt wurden. Bis heute wird es wegen seiner leichten Verdaulichkeit besonders gerne im Fastenmonat Ramadan serviert.
Die Zutaten sind überschaubar, die Zubereitung jedoch benötigt einiges Geschick:
In den wohlhabenden Häusern des alten Istanbul gab es immer mehrere Köche, die sich auf bestimmte Gerichte spezialisiert hatten, etwa auf gebratenes Fleisch, Böreks, Desserts oder Gemüsegerichte. Die Zubereitung von Güllaç aber, die besonders geschickte Finger erfordert, war der Dame des Hauses vorbehalten. Güllaç wurde deshalb auch eine spezielle Aufmerksamkeit gezollt, weil man wußte, daß es die Dame des Hauses zubereitet hatte."
Die erforderlichen hauchdünnen Reisblätter, die aus Reismehl, Stärke und Wasser hergestellt werden, kauft man heutzutage praktisch ausnahmslos fertig, so dass sich die Zubereitung im modernen Haushalt entscheidend vereinfacht hat. Für das Grundrezept wird Honig oder Zucker in heißer Milch aufgekocht und mit Rosenwasser parfümiert. Die Reisblätter, die ebenfalls Güllaç heißen, werden mit der Milch getränkt und mit gehackten Walnusskernen bestreut. Die eingeweichten Blätter werden entweder schichtenweise, wie Baklava, übereinander gelegt oder einzeln aufgerollt und mit Granatapfelkernen verziert.
Es gibt verschiedene Varianten, zum Beispiel Füllungen mit Trockenobst, gehackten Nüssen, Crèmes oder geriebenen Äpfeln. Statt mit Rosenwasser wird die Speise gelegentlich auch mit einer Vanilleschote aromatisiert.